# 205 Mártires de Japón
Los 205 Mártires de Japón fue un variado grupo de sacerdotes, religiosos y laicos europeos y japoneses católicos que fueron ejecutados durante la persecución de cristianos en Japón llevada a cabo entre 1617 a 1632 por el shogun Ieyasu, quien buscaba obtener el favor de los budistas para mantener su gobierno y disminuir el poder de las familias feudales que se iban haciendo cristianas. Se conocen los nombres de todos estos 205 mártires y todo el grupo fue beatificado por el papa Pío IX el 7 de julio de 1867.

## Listado de los 205 Mártires de Japón
1. . Pedro de la Asunción, O.F.M., sacerdote español. Martirio I. 22 de mayo de 1617.
2. . Juan Bautista Machado, S.J., sacerdote portugués.
3. . Alfonso Navarrete, O.P., sacerdote español. Martirio II. 1 de junio de 1617.
4. . Fernando de San José, O.A.R., sacerdote español.
5. . León Tanaka, S.J., catequista japonés.
6. . Gaspar Fisogiro, cófrade del santo rosario japonés. Martirio III. 1 de octubre de 1617
7. . Andrés Gioxinda, cófrade del santo rosario japonés.